# Ludovic Chelle
Pour les articles homonymes, voir Chelle.
Ludovic Chelle, né le 3 janvier 1983 à Toulouse, est un joueur français de basket-ball. Il joue au poste de meneur et d'arrière.

## Biographie
Il est le frère du footballeur du RC Lens Éric Chelle.
Sans club depuis mai 2012, il signe en février 2013 à Hyères-Toulon en Pro B en tant que pigiste médical de Christophe Léonard.

## Clubs
- 2000-2002 :  Olympique Antibes (Pro A)
- 2002-2004 :  Paris Basket Racing (Pro A)
- 2004-2006 :  Chorale Roanne Basket (Pro A)
- 2006-2009 :  JL Bourg-en-Bresse (Pro B)
- 2009-2010 :  Hermine de Nantes (Pro B)
- 2010-2011 :  ALM Évreux Basket (Pro B)
- 2011-2012 :  SPO Rouen Basket (Pro B)
- 2012-2016 :  Hyères-Toulon Var Basket (Pro B)
- 2016-2018 :  Caen BC (NM1 puis Pro B)
- Depuis 2018 :  Saint-Vallier Basket Drôme (NM1)

## Palmarès
- Champion de France NM1 2017
- Champion de France Pro B 2016

## Sélection nationale
- Médaille de bronze au championnat d'Europe Espoirs (2002)

- International malien, participation au championnat d'Afrique des nations 2009 (Libye).